# 에인션트 원
에인션트 원(Ancient One)은 마블 코믹스가 출판하는 만화책의 등장인물이다. 첫 등장은 Strange Tales #110 (1963년 7월)이다. 그는 닥터 스트레인지의 멘토로 등장한다.
티베트인 남성 노인 설정의 원작 코믹스와 달리, 실사판 영화에서는 백인 여배우 틸다 스윈튼이 에이션트 원 배역으로 출연하였다.

## 담당 배우

### 영화
- 닥터 스트레인지 (2016) - 틸다 스윈튼
  - 어벤져스: 엔드게임 (2019) - 틸다 스윈튼